# 中国—朝鲜边界

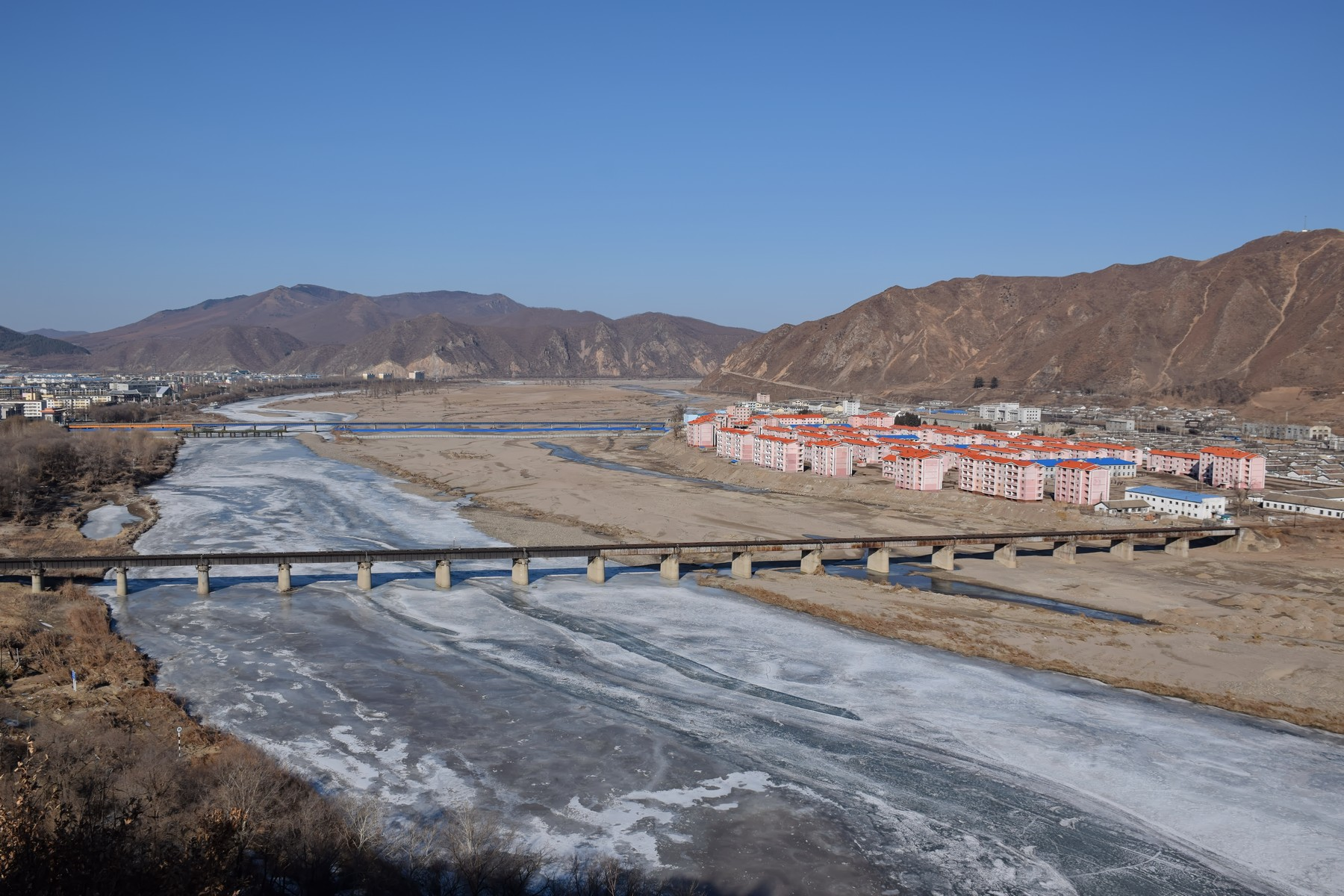
從中华人民共和国圖們市俯瞰中朝邊界圖們江，圖們江左方為中华人民共和国，右方為朝鲜南陽勞動者區

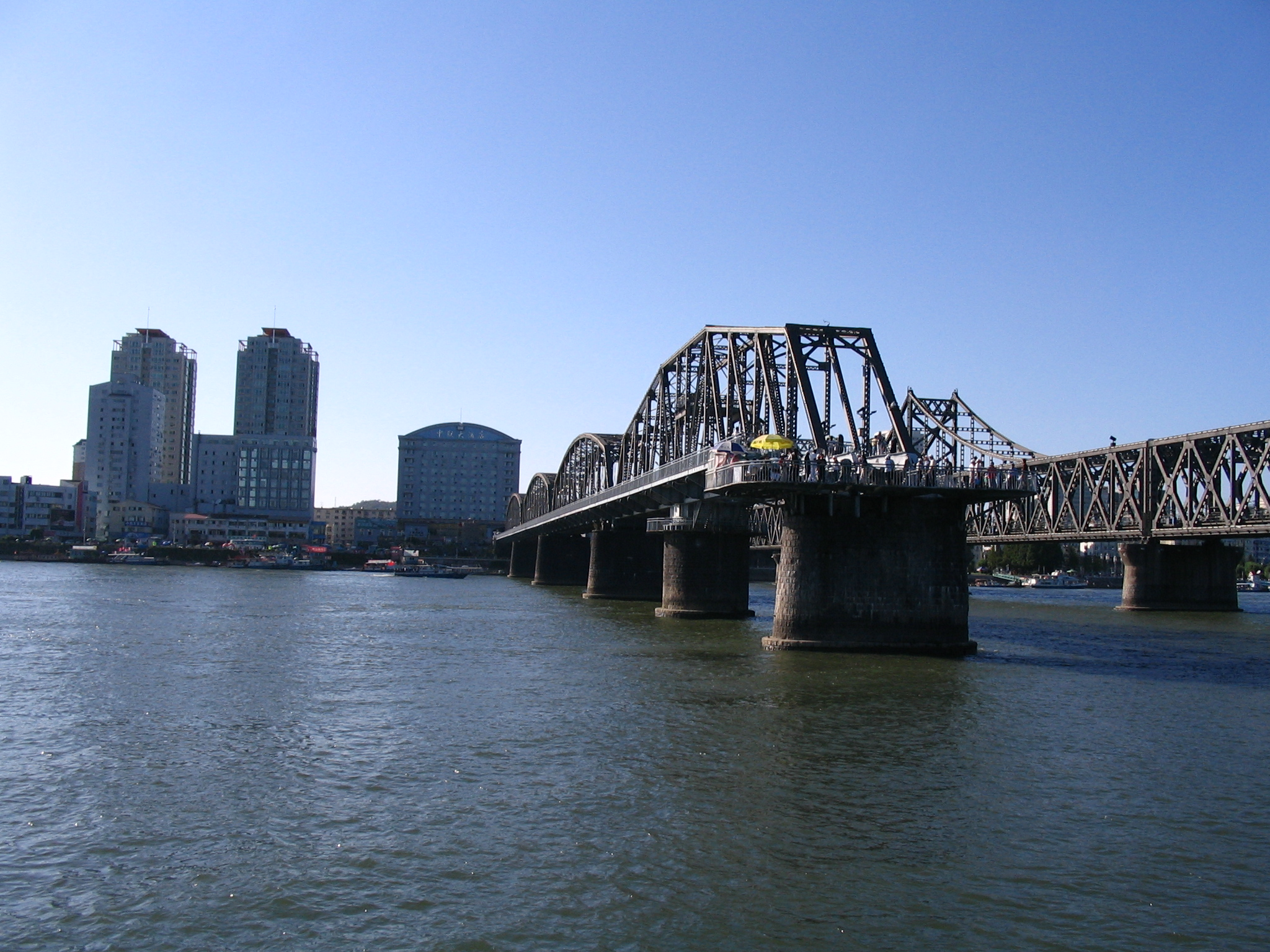
位于辽宁省丹东市的中朝友谊桥

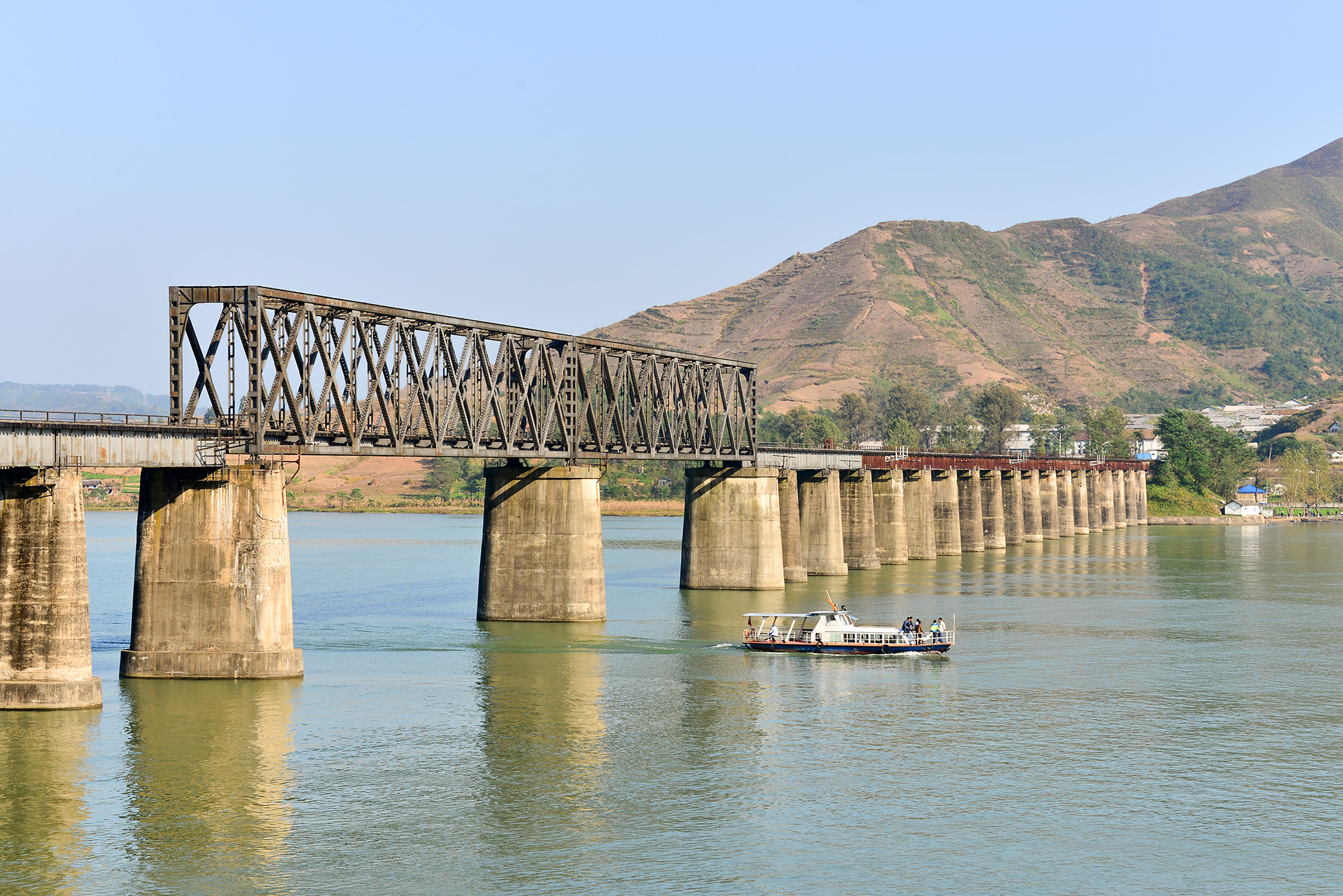
上河口国门铁路桥，连接朝鲜青水劳动者区

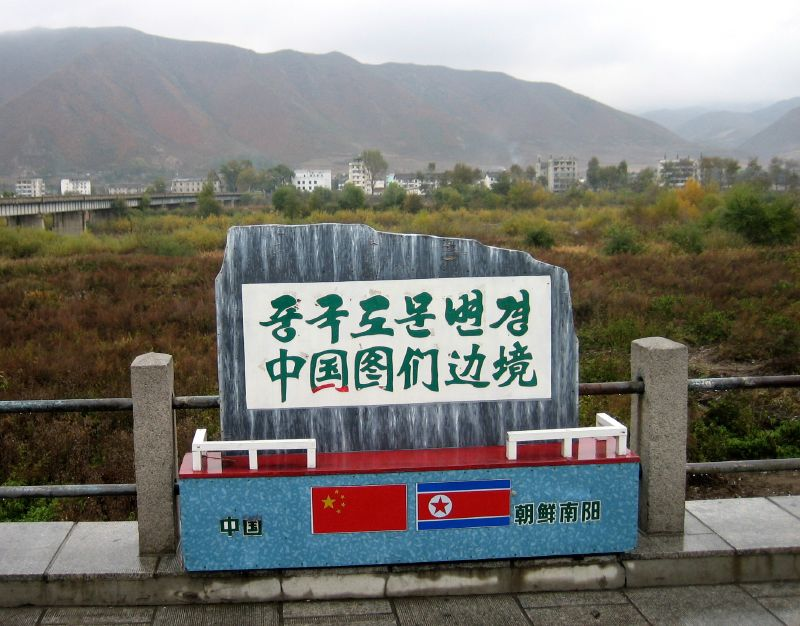
位于吉林省的中朝边界碑

中朝边界（朝鲜语：／）是指中华人民共和国与朝鲜民主主义人民共和国的边界。两国边界總长达1,420公里（880英里）。丹东是中朝边境地区最大的城市。

## 概述
中朝边界主要是依鸭绿江、长白山和图们江等地勢劃分。整條鸭绿江皆作為中朝边界，總長795公里，佔有中朝边界總長度的56%。而總長521公里的圖們江則只有河流未端的17公里不是中朝边界，佔有中朝边界總長度的37%。剩下來的7%，即107公里，就是由長白山組成，是中朝陆地边界中其中一段（另一段在鴨綠江口西北岸的丹东市区东南部，临接朝鲜平安北道西北角的薪岛郡，原来也是沿着鸭绿江支流划分的水上边界，但后来这几条支流淤塞，成为了陆地边界）不是由河流組成的邊界。中朝边界的地勢起伏，由西至東組成中朝边界的河流或山脈分別為鸭绿江、长白山和图们江。中朝边界以西南面鸭绿江的入海處作為起點，一直延伸至鸭绿江源頭，即海拔2300米長白山天池。而長白山一段的中朝边界海拔都超過2,000米。到了图们江一段，自图们江於長白山天池的起源到最接近日本海的17公里河段為止，中朝边界的海拔都是漸漸下降的。中朝边界的東北終點為中俄边界和朝俄边界的起點。
中朝边界長1,420公里，是朝鮮全部邊界线中最長的一條。中朝边界比朝韓非軍事區（三八线）（250公里）長1170公里，比俄羅斯-朝鮮边界（17公里）長1403公里 。中朝边界佔朝鮮全部邊界長度的84%。
中朝边界與俄羅斯-朝鮮边界及作為朝韓边界的朝韓非軍事區非常不同，中朝边界的防守相比起這兩個國界少得多。因此，相对于前二者，朝鮮與中國的商人亦能较自由的穿梭於朝鮮與中國之間。而不少朝鮮與中國之間的貿易亦是經中朝边界中最大的城市丹东進行的， 丹东亦擁有很多中國與朝鮮合營的企业。於2006年，纽约时报的则光大西指出，中朝边界是朝鲜「通往外界的生命線」（lifeline to the outside world）。在彼得·海斯勒到訪丹东期间，他發現在中朝边界居住的中國新婚夫婦會「乘坐租用的船、把救生衣穿在他们的婚礼服装上，並到朝鮮拍下结婚照片」。中朝友谊桥是一條連接中国丹东市和朝鮮新義州市的橋。此橋橫跨鴨綠江，並且成為了中朝边界中其中一個最特別的景點。而鴨綠江斷橋更是全國重點文物保護單位，現今並作為觀賞台使用。

## 歷史
从朝鲜半岛统一国家的出现算起：大体上，新罗全盛时疆域北至大同江下游。高丽全盛时将西北疆域扩至鸭绿江下游。朝鲜王朝全盛时疆域北至鸭绿江、图们江。明朝在圖們江兩岸設置地方行政機構，並沿圖們江南岸設置會寧、富寧、鐘城、穩城、慶源、慶興六鎮，與朝鮮相鄰。清朝康熙年間，康熙皇帝在1712年派遣穆克登巡边，與朝鮮在傳統邊界綫鸭绿江、图们江的共同源頭長白山天池設立界碑，界碑設於长白山南麓的分水岭，因此长白山主峰及天池皆在中國境内。1885年9月到11月，清、朝雙方實行第一次共同勘界，史称“乙酉勘界”，朝方坚持“豆满江”和“土门江”是两条江，界河“图们江”是现屬中国境内的海兰江。所以谈判没有达成一致。光緒皇帝於1887年4月到5月，與朝鮮双方进行了第二次的共同勘界活动，史称“丁亥勘界”，双方一致同意所谓 “豆满江”、“土门江”就是“图们江”的一音之转，但是双方对图们江的正源问题还是有分歧：朝方认为是“红土水”，中方认为是更南面一些的“石乙水”，于是双方（包括朝方代表李重夏）共同绘制地图，經光緒皇帝裁定为石乙水為界，但朝鲜高宗又提出异议。结果，这次谈判仍未果。次年雙方復勘，議以紅土山水與石乙水會合點以下爲界，至此，中朝双方已经达成共识：中朝两国界河就是今天的图们江，而且明确承认图们江、土门江就是一条河，但就鸭绿江、图们江之間的部分沒有達成共識。1909年9月4日，在中國戰敗於日本並放棄作爲朝鮮宗主國地位、而日本已獲得朝鮮外交代表權的情況下，中日簽署了間島協約，條約規定圖們江是中、韓兩國國界，江源地方立定界碑，起點是石乙水，因此所謂“间岛”地區屬中方領土，延邊也屬中方領土。
1948年朝鲜民主主义人民共和国建立后，屡屡要求中华人民共和国将长白山和天池的一部份割予朝鲜。1962年，中华人民共和国国务院总理周恩来、中华人民共和国外交部长陳毅等人作為中方代表在平壤与朝鲜外务相朴成哲等朝方代表签订《中朝边界条约》，作為交換，将部份长白山和天池割予朝鲜（包括天池的約54%面积），形成了今天的中朝边界。受2019冠狀病毒病疫情影響，中朝铁路货运一度暂停。2022年1月初，丹东至新义州铁路口岸货运重启。

## 難民問題
中朝边界亦成為了不少欲離開朝鮮的難民的一個出口。因此，中華人民共和國政府便於2003年將邊界的管理權由警方轉移至軍隊手中。而中華人民共和國亦不斷管理來自朝鮮的难民流，以免朝鲜局勢不稳。2006年，中華人民共和國政府發現難民北逃的事態愈发嚴重，因此於鸭绿江河岸较低或河道較窄的地方建立了一堵围栏。該围栏高2.5米，並且是由裝上刺钢丝的T字形混凝土杆構成。雖然解放軍的守卫並不森嚴，但它們已成了千萬由朝鮮北逃至中國大陸的難民的一個障礙。
2007年11月，一名美国官员指出中華人民共和國正在建造更多「位於主要邊界前哨的圍欄」 。於2010年11月，中華人民共和國政府將圍欄增高至4米。於朝鮮方面，朝鮮在2007年8月便開始建設自己的围栏，以防朝鮮公民逃離朝鮮。朝鮮的围栏長10km，並且是沿着一条狭窄的鸭绿江支流建造的。朝鮮政府亦於此處建築了一條道路，以便軍方巡邏。但是，這些斷斷續續的圍欄之間卻連一道鐵絲網也沒有。
中國大陸的移动电话通讯服务最多覆蓋距離中朝边界10公里的範圍。因為朝鮮是禁止撥打国际长途电话的，而人們為了能與外界聯絡，便有意購入中國移动电话。所以，在接近中朝边界的朝鮮部份便興起不少出售中國移动电话的黑市。

## 陆路通道
| 名称                     | 类型       | 连接                        | 建成时间 | 现状   |
| ------------------------ | ---------- | --------------------------- | -------- | ------ |
| 鸭绿江断桥               | 铁路桥     | 丹东市-新义州               | 1911年   | 损毁   |
| 中朝友谊桥               | 公铁两用桥 | 丹东市-新义州               | 1943年   | 使用   |
| 新鸭绿江大桥             | 公路桥     | 丹东市-新义州               | 2014年   | 未启用 |
| 春函桥（上河口铁路桥）   | 铁路桥     | 辽宁省宽甸市-平安北道朔州郡 | 1938年   | 未启用 |
| 清城桥（河口断桥）       | 公路桥     | 辽宁省宽甸市-平安北道朔州郡 | 1942年   | 损毁   |
| 集安鸭绿江国境铁路大桥   | 铁路桥     | 吉林省集安市-满浦市         | 1939年   | 使用   |
| 新集安鸭绿江边境公路大桥 | 公路桥     | 吉林省集安市-满浦市         | 2019年   | 使用   |
| 临江鸭绿江大桥           | 公路桥     | 吉林省临江市-慈江道中江郡   | 1937年   | 使用   |
| 长惠国际大桥             | 公路桥     | 吉林省长白县-两江道惠山市   | 1936年   | 使用   |

| 名称                 | 类型   | 现状   |
| -------------------- | ------ | ------ |
| 沙坨子国境桥         | 公路桥 | 使用   |
| 圈河口岸桥           | 公路桥 | 使用   |
| 凉水断桥（稳城大桥） | 公路桥 | 损毁   |
| 图们江铁路大桥       | 铁路桥 | 使用   |
| 图们江国境大桥       | 公路桥 | 使用   |
| 开山屯铁路桥         | 铁路桥 | 未启用 |
| 开山屯口岸大桥       | 公路桥 | 使用   |
| 三合口岸大桥         | 公路桥 | 使用   |
| 南坪口岸大桥         | 公路桥 | 使用   |

## 外部連結
- . ABC News. 2016-09-26  [2018-12-31]. （原始内容存档于2022-01-17）. （英文）